# Раздельнянский район
Раздельня́нский райо́н (укр. Роздільня́нський райо́н) — административно-территориальная единица в центральной части Одесской области Украины. Административный центр — город Раздельная.
В рамках административно-территориальной реформы Постановлением Верховной Рады от 17 июля 2020 года район был укрупнён, в его состав вошли территории Раздельнянской городской, Великомихайловской, Затишанской, Захарьевской, Лиманской, Цебриковской поселковых, Великоплосковской, Новоборисовской, Степановской сельских, территориальных общин.

## Физико-географическая характеристика
Пограничный район в южной части Украины. Находится в историческом регионе — Поднестровье.

### Границы после июля 2020
Расположен в 22 км северо-западнее города Одессы. Район граничит: на севере — с Подольским районом, на востоке — с Березовском районом, на юге — с Одесским районом, на западе — с Молдавией, а именно — с Приднестровьем.
На границе с Молдавией находятся пропускные пункты:
- железнодорожный (международный, круглосуточный) Кучурган-Новосавицкое;
- автомобильный (межгосударственный, круглосуточный) Кучурган-Первомайск;
- автомобильный (местный, в светлое время суток) Розалевка-Фрунзе (Новый)
- автомобильный (местный, круглосуточный) Гребеники-Тирасполь;
- автомобильный (межгосударственный, круглосуточный) Славяносербка-Ближний Хутор;
- автомобильный (межгосударственный, круглосуточный) Великоплоское-Мелеешть;
- автомобильный (местный, в светлое время суток) Павловка-Мочаривка;
- автомобильный (межгосударственный, круглосуточный) Осиповка-Колосово;
- воздушный (международный, круглосуточный) аэропорта "Лиманское".

| С-З |         | Подольский район |                   | С-В |
| З   | Молдова | Роза ветров      | Березовский район | В   |
| Ю-З |         | Одесский район   |                   | Ю-В |

### Границы до июля 2020
Район граничил: на севере — с Великомихайловским (сухопутный участок 40,8 км), на востоке — с Ивановским (сухопутный участок 36 км, по Хаджибейскому лиману — 24 км), на юге — с Беляевским (сухопутный участок 70,0 км) районами, на западе — с непризнанной Приднестровской Молдавской Республикой (Приднестровье).
На границе с Приднестровьем находилось три пропускных пункта: автомобильный в Розалевке и два в Кучургане: автомобильный и железнодорожный.
| С-З |         | Великомихайловский район |                  | С-В |
| З   | Молдова | Роза ветров              | Ивановский район | В   |
| Ю-З |         | Беляевский район         |                  | Ю-В |

### Гидрографическая сеть
По территории района протекает река Кучурган, впадающая в Кучурганский лиман, и пересыхающая река Свиная (Большая Свиная), проходящая через село Капаклиево и впадающая в Хаджибейский лиман, а также река Карпов Яр.

## История

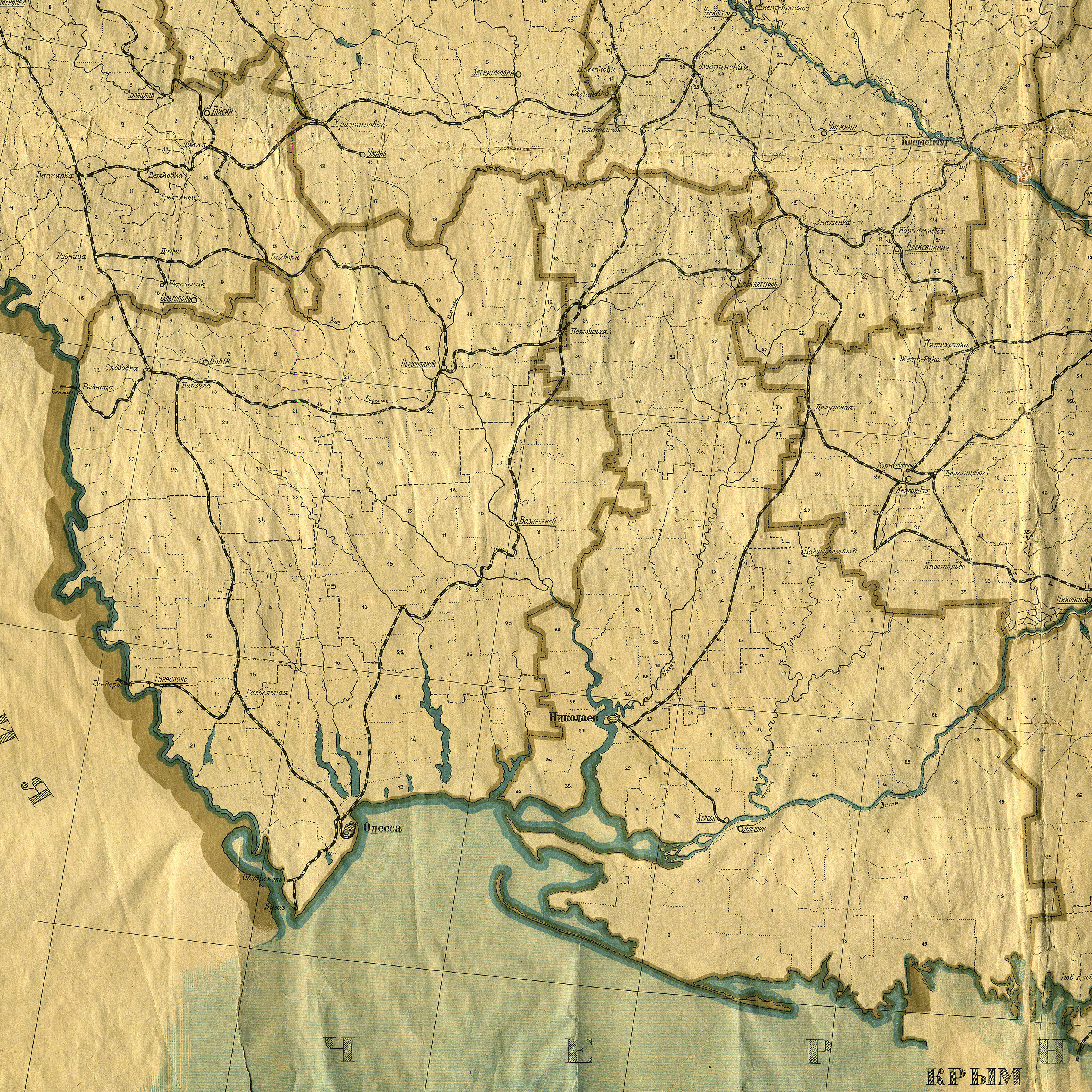
Раздельная в составе Понятовской волости Тираспольского уезда, 1921 г.

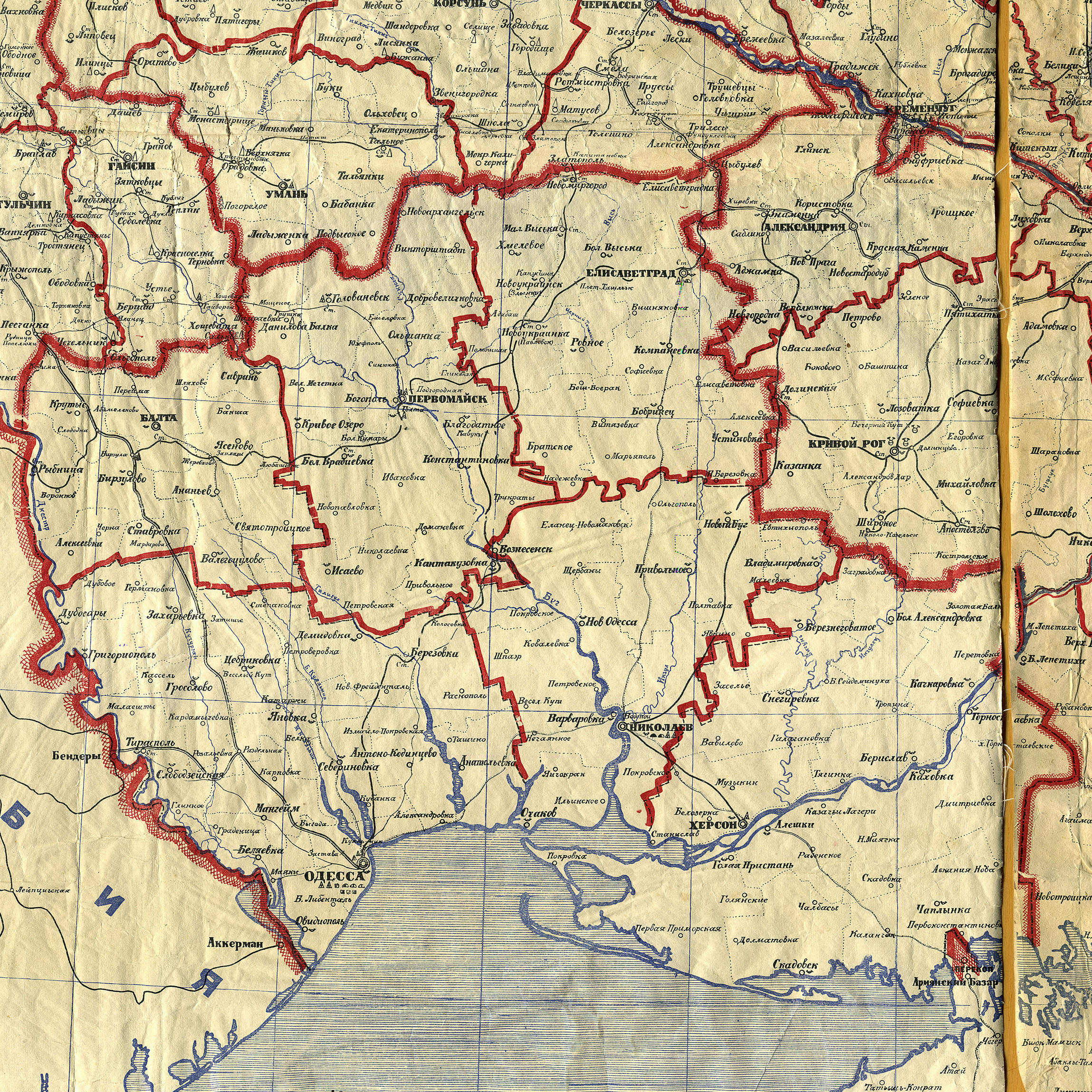
Яновский район Одесской губернии, апрель 1923 г.

16 апреля 1920 года Херсонская губерния была разделена на Херсонскую и Одесскую губернии. Тираспольский уезд, где находилась Раздельная, относился к Одесской губернии.
7 марта 1923 года Тираспольский уезд был упразднён, Одесская губерния была поделена на 6 округ, среди которых — Одесский округ, в нём тогда же на базе Понятовской, Бельчанской и Евгениевской волостей был создан Яновский (Тарасо-Шевченковский) район с центром в Яновке. В этот район вошла Раздельная. Одесская губерния была ликвидирована 1 августа 1925 года. Одесский округ перешёл в непосредственное подчинение республиканскому органу управления.
На 1 октября 1925 года в районе проживало 31 952 человека, площадь — 1005 верст2.
28 апреля 1926 года был расформирован Севериновский район Одесского округа, его территория вошла в состав Яновского района, а именно территории: Севериновской, Александрийской, Адамовской, Гнатовской, Мариновской, Ильинской и Августовский сельских советов.
Согласно переписи 17 декабря 1926 года в Яновском районе проживало 44 725 человек.

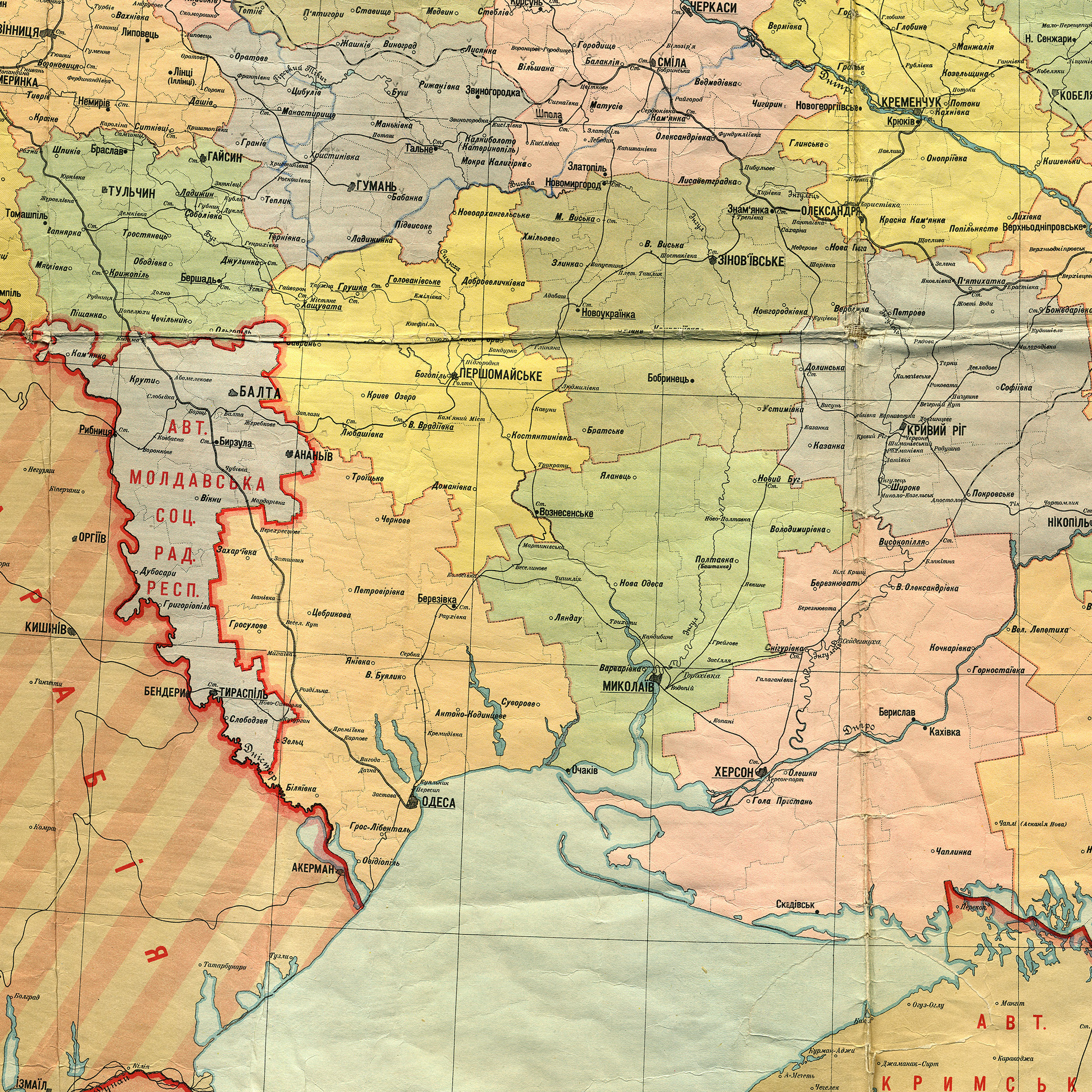
Яновский район в составе Одесского округа, 1 марта 1927 г.

15 сентября 1930 года был ликвидирован Одесский округ, районы перешли в прямое подчинение центральным органам власти, а Яновский район был переименован в Раздельнянский, центр района перенесён из Яновки в Раздельную.
27 февраля 1932 году Раздельнянский район вошёл в состав новообразованной Одесской области.
4 июня 1934 года Джугастровский сельсовет Раздельнянского района вошёл в состав Березовского района.
1934 году грузооборот по району составил: ввоз — 25 764 тонны, вывоз — 19 358 тонн.
17 февраля 1935 в результате разукрупнения районов УССР был вновь создан Яновский район, в результате чего из Раздельнянского района были исключены такие сельсоветы: Яновский, Барановский, Петровский, Ново-Николаевский, Силовский, Коноплёвский, Александровский, Бузиновский, Адамовский, Волковский, Севериновский, Гнатовский, Шемиотовский. При этом включили в состав Марьяновский, Бугайский, Интернациональный и Ново-Марковский сельсоветы Гроссуловского района и Октябрьский сельсовет Зельцского района.
На 1 мая 1935 года было телефонизировано 13 населённых пунктов района. На территории района функционировало 2 базара, филиал Госбанка, работало 45 начальных (2372 ученика), неполных средних 10 (1767 учеников) и полных средних 2 (1382 учеников) школ.
25 августа 1936 года населённые пункты им. Г. И. Петровского и Вапнярка Вербановского сельского совета Гроссуловского района вошли в состав Раздельнянского района.
Раздельная из села перешла в разряд посёлка городского типа с 25 октября 1938 года.
26 марта 1939 года был упразднён Зельцский район, входившие в его состав Баденский, Зельцский, Кандельский, Страсбургский и Эльзасский сельсоветы были переданы в Раздельнянский район.
2 августа 1940 года в результате упразднения Молдавской АССР в состав района вошли сёла Степановка, Павловка, Миролюбовка, х. Ивано-Бузиновка и х. Александровка.
8 мая 1957 года районный центр пгт Раздельная получил статус города районного значения.
В декабре 1962 года в результате укрупнения сельских районов Украинской ССР часть населённых пунктов упразднённых Ивановского, Великомихайловского и Цебриковского районов вошла в состав Раздельнянского района. Район состоял из: г. Раздельная, посёлков городского типа Лиманское и Цебриково, сельсоветов ранее входивших в состав Раздельнянского района и Гребениковского, Мигаевского, Новоселовского и Славяно-Сербского — Великомихайловского района; Барановского и Бельчанского — Ивановского района; Петровского, Чапаевского и Краснознаменского — Цебриковского района.
30 декабря 1962 года районный центр Раздельная был отнесён к городу областного значения, но уже 4 января 1965 года был отнесён к городу районного значения.
17 мая 1963 года в состав района переданы населённые пункты: села Верхняя Юрковка и Новосавицкое и посёлки Багнет (ныне в полосе села Юрковка) и Зелёный Сад (окрестности села Новосавицкое) Тростянецкого сельсовета Фрунзовского района. А село Горьево (ныне в полосе села Роскошное) Чапаевского сельсовета Раздельнянского района вошло в состав Фрунзовского района.
4 января 1965 года в результате изменений в районировании Раздельнянский район состоял из г. Раздельная, Лиманского поселкового совета и Барановского, Бециловского, Белчанского, Гаевского, Еремеевского, Каменского, Кировского, Кучурганского, Марковского, Новоукраинского, Понятовского, Старостинского, Щербанского и Яковлевского сельсоветов Раздельнянского района; Виноградарского и Егоровского сельсоветов Беляевского района; Ивановского поселкового совета Коминтерновского района.
При этом Цебриковский поселковый совет и Гребениковский, Мигаевский, Новоселовский, Петровский, Славяно-Сербский, Чапаевский и Краснознаменский сельсоветы Раздельнянского района вошли в состав Великомихайловского района.
19 октября 1976 году сёла Богнатово и Бурдовка Ивановского района были переданы в подчинение Егоровского сельсовета Раздельнянского района.
Постановлением Верховной Рады от 17 июля 2020 года в результате административно-территориальной реформы район был укрупнён, в его состав вошли территории:
- Великомихайловского района (Великомихайловская поселковая, Великоплосковская, Новоборисовская, Цебриковская сельские территориальные общины);
- Захарьевского района (Затишанская и Захарьевская поселковые территориальные общины);
- Раздельнянского района (Лиманская поселковая, Раздельнянская городская, Степановская сельская территориальные общины);
- Ширяевского района, частично (Сахановский сельский совет, вошедший в Цебриковскую сельскую территориальную общину);

Егоровский сельский совет Раздельнянского района вошёл в состав вновь созданного Одесского района, присоединившись к Дачненской общине.

## Население
Численность населения района в укрупнённых границах — 104,2 тыс. человек на момент расширения, 102 584 человека на 1 января 2021 года.
Численность населения района в границах до 17 июля 2020 года по состоянию на 1 января
- 2020 года[33] — 57 209 человек, в том числе:
  - городского населения — 25 000 человек,
  - сельского населения — 32 209 человек.
- 2019 года[34] — 57 628 человек, в том числе:
  - городского населения — 25 180 человек,
  - сельского населения — 32 448 человек.
- 2018 года[35] — 57 894 человек, в том числе:
  - городского населения — 25 298 человек,
  - сельского населения — 32 596 человек.

## Административное устройство
Район в укрупнённых границах с 17 июля 2020 года делится на 9 территориальных общин (громад), в том числе 1 городскую, 5 поселковых и 3 сельские общины (в скобках — их административные центры):
- Городские:
  - Раздельнянская городская община (город Раздельная);
- Поселковые:
  - Великомихайловская поселковая община (пгт Великая Михайловка),
  - Затишанская поселковая община (пгт Затишье),
  - Захарьевская поселковая община (пгт Захарьевка),
  - Лиманская поселковая община (пгт Лиманское),
  - Цебриковской поселковая община (пгт Цебриково);
- Сельские:
  - Великоплосковская сельская община (село Великоплоское),
  - Новоборисовская сельская община (село Новоборисовка),
  - Степановская сельская община (село Степановка).

### До июля 2020
Количество населённых пунктов:
- городов — 1
- посёлков городского типа — 1
- сёл — 84

Количество местных советов:
районный (1)
- Раздельнянский районный совет, (г. Раздельная, ул. Независимости (бывшая ул. Свердлова), 9, (04853) 3-11-08, факс 3-11-42):

— все населённые пункты Раздельнянского района.
городской (1)
- Раздельнянский городской совет (г. Раздельная, ул. Муниципальная ( бывшая ул. Карла Маркса), 17, (04853)3-25-75, факс 3-25-75):

— Раздельная.
поселковый (1)
- Лиманский поселковый совет 67452, Одесская обл., Раздельнянский р-н, пгт Лиманское, ул. Ленина, 79, (04853)3-41-43, факс 5-07-14

— пгт Лиманское
сельские (18)
- Бециловский сельский совет 67440,Одесская обл., Раздельнянский р-н, с. Бецилово, (04853)4-43-31

— с. Бецилово, с. Желепово, с. Новосёловка, с. Староконстантиновка
- Буциновский сельский совет 67461, Одесская обл., Раздельнянский р-н р-н, с. Буциновка, (04853)2-72-31

— с. Буциновка, с.Карповка, с. Кузьменко, с. Миллиардовка, с. Новодмитровка
- Виноградарский сельский совет 67472, Одесская обл., Раздельнянский р-н р-н, с. Виноградар, (04853)4-06-31

— с. Виноградарь, с. Будячки, с. Вакуловка, с. Новодмитровка Вторая, с. Николаевка, с. Новограденицы, с. Перше Травня
- Гаевский сельский совет 67411, Одесская обл., Раздельнянский р-н, с. Гаевка, (04853)5-07-22

— с. Гаевка, с. Бугай, с. Лучинское, с. Новое, с. Плавневое, с. Труд-Гребеник
- Егоровский сельский совет 67470, Одесская обл., Раздельнянский р-н, с. Егоровка, (04853)4-81-31

— с. Егоровка, с. Болгарка, с. Елизаветовка, с. Малое, с. Отрадово, с. Хоминка, с. Светлогорское
- Еремеевский сельский совет 67442, Одесская обл., Раздельнянский р-н, с. Еремеевка, (04853)4-34-31

— с. Еремеевка, с. Богнатово, с. Бриновка, с. Бурдовка, с. Весёлое, с. Поташенково, с. Шеметово
- Каменский сельский совет 67432, Одесская обл., Раздельнянский р-н, с. Каменка, (04853)4-03-31

— с. Каменка, с. Антоновка, с. Владимировка, с. Матышевка, с. Покровка
- Калантаевский сельский совет 67460, Одесская обл., Раздельнянский р-н, с. Калантаевка, ул Железнодорожная, 2 ( до 18.10.2019 г[38]. Кировский сельский совет 67460, Одесская обл., Раздельнянский р-н, с. Благодатное, (04853)2-66-31)

— с. Благодатное, с. Андреево-Иваново, с. Калантаевка, с. Карпово, с. Александровка
- Кошарский сельский совет 67423, Одесская обл., Раздельнянский р-н, с. Кошары, (04853)4-04-31

— с. Кошары, с. Лозовое
- Кучурганский сельский совет 67450, Одесская обл., Раздельнянский р-н, с. Кучурган, (04853)2-41-42

— с. Кучурган
- Марковский сельский совет 67410, Одесская обл., Раздельнянский р-н, с. Новоконстантиновка, (04853)2-31-31

— с. Марковка, с. Вапнярка, с. Гетьманцы, с. Новоконстантиновка, с. Петровка
- Новоукраинский сельский совет 67441,Одесская обл., Раздельнянский р-н, с. Новоукраинка, (04853)4-62-31

— с. Новоукраинка, с. Капаклеево, с. Петро-Евдокимовка
- Понятовский сельский совет 67422, Одесская обл., Раздельнянский р-н, с. Понятовка, (04853)4-01-31

— с. Понятовка, с. Балково
- Старостиновский сельский совет 67420, Одесская обл., Раздельнянский р-н, с. Старостино, (04853)4-92-31

— с. Старостино, с. Бакалово, с. Велизарово, с. Надия, с. Новый Гребеник, с. Новые Чобручи, с. Парканцы, с. Слободка, с. Сухое, с. Шевченково
- Степановский сельский совет 67430, Одесская обл., Раздельнянский р-н, с. Степановка, (04853)2-53-31

— с. Степановка, с. Ивано-Николаевка, с. Новокрасное, с. Павловка, с. Труд-Куток
- Степовой сельский совет 67451, Одесская обл., Раздельнянский р-н, с. Степовое, (04853)2-94-31

— с. Степовое, с. Виноградовка
- Щербанский сельский совет 67462, Одесская обл., Раздельнянский р-н, с. Щербанка, (04853)4-02-31

— с. Щербанка, с. Новое, с. Новосельцы
- Яковлевский сельский совет 67412, Одесская обл., Раздельнянский р-н, с. Яковловка, (04853)5-07-30

— с. Яковлевка, с. Ангелиновка, с. Розальевка, с. Широкое, с. Дружба
Переименования:
- с. Ленинское Второе → с. Новодмитровка Вторая
- с. Кирово → с. Благодатное
- с. Пионерское → с. Виноградовка

Кировский сельский совет → Калантаевский сельский совет

### 01.01.1990
Входил в состав Одесской области Украинской ССР.
Территория — 1,4 тыс. км2
Советы: 1 городской, 1 поселковый, 18 сельских.
Населённые пункты: 1 город, 1 посёлок, 84 сёл.
- Раздельнянский городской совет: г. Раздельная
- Лиманский поселковый совет: пгт. Лиманское
- Бециловский сельский совет: с. Бецилово, с. Староконстантиновка, с. Желепово, с. Новосёловка
- Буциновский сельский совет: с. Буциновка, с.Карповка, с. Кузьменко, с. Миллиардовка, с. Новодмитровка
- Виноградарский сельский совет: с. Виноградарь, с. Будячки, с. Вакуловка, с. Ленинское Второе, с. Николаевка, с. Новограденица, с. Первого Мая
- Гаевский сельский совет: с. Гаевка, с. Бугай, с. Лучинское, с. Новое, с. Плавневое, с. Труд-Гребеник
- Егоровский сельский совет: с. Егоровка, с. Болгарка, с. Елизаветовка, с. Малое, с Отрадово, посёлок Светлогорское, с. Хоминка
- Еремеевский сельский совет: с. Еремеевка, с. Богнатово, с. Бурдовка, с. Весёлое, с. Поташенково, с. Шеметово
- Каменский сельский совет: с. Камянка, с. Антоновка, с. Владимировка, с. Матышевка, с. Покровка
- Кировский сельский совет: с. Кирово, с. Александровка, с. Андреево-Иваново, с. Бриновка, с. Калантаевка, с. Карпово
- Кошарский сельский совет: с. Кошары, с. Лозовое
- Кучурганский сельский совет: с. Кучурган
- Марковский сельский совет: с. Марковка, с. Вапнярка, с. Гетьманцы, с. Новоконстантиновка, с. Петровка
- Новоукраинский сельский совет: с. Новоукраинка, с. Капаклиево, с. Петро-Евдокиевка
- Понятовский сельский совет: с. Понятовка, с. Балково
- Старостинский сельский совет: с. Старостино, с. Бакалово, с. Велизарово, с. Надежда, с. Новый Гребеник, с. Новые Чобручи, Парканцы, с. Слободка, с. Сухое, с. Шевченково
- Степановский сельский совет: с.Степановка, с. Ивано-Николаевка, с. Новокрасное, с. Павловка, с.Труд-Куток
- Степовой сельский совет: с. Степовое, с. Пионерское
- Щербанский сельский совет: с. Щербанка, с. Новое, с. Новосельцы
- Яковлевский сельский совет: с. Яковлевка, с. Ангелиновка, посёлок Дружба, с. Розаловка, с. Широкое

### 01.01.1984
Входил в состав Одесской области Украинской ССР.
Территория — 1,4 тыс. км2
Советы: 1 городской, 1 поселковый, 16 сельских.
Населённые пункты: 1 город, 1 посёлок, 85 сёл.
- Раздельнянский городской совет: г. Раздельная
- Лиманский поселковый совет: пгт. Лиманское
- Бециловский сельский совет: с. Бецилово, с. Староконстантиновка, с. Желепово, с. Новосёловка
- Виноградарский сельский совет: с. Виноградарь, с. Будячки, с. Вакуловка, с. Ленинское Второе, с. Николаевка, с. Новограденица, с. Первого Мая, с. Отрадово
- Гаевский сельский совет: с. Гаевка, с. Бугай, с. Лучинское, с. Новое, с. Плавневое, с. Труд-Гребеник
- Егоровский сельский совет: с. Егоровка, с. Болгарка, с. Елизаветовка, с. Малое, посёлок Светлогорское, с. Хоминка
- Еремеевский сельский совет: с. Еремеевка, с. Богнатово, с. Бурдовка, с. Весёлое, с. Поташенково, с. Шеметово
- Каменский сельский совет: с. Камянка, с. Антоновка, с. Владимировка, с. Матышевка, с. Покровка
- Кировский сельский совет: с. Кирово, с. Александровка, с. Андреево-Иваново, с. Бриновка, с. Буциновка, с. Калантаевка, с. Карповка, с. Карпово, с. Кузьменко, с. Миллиардовка, с. Новодмитровка
- Кучурганский сельский совет: с. Кучурган
- Марковский сельский совет: с. Марковка, с. Вапнярка, с. Гетьманцы, с. Новоконстантиновка, с. Петровка
- Новоукраинский сельский совет: с. Новоукраинка, с. Капаклиево, с. Петро-Евдокиевка
- Понятовский сельский совет: с. Понятовка, с. Балково, с. Голиково, с. Кошары, с. Лозовое
- Старостинский сельский совет: с. Старостино, с. Бакалово, с. Велизарово, с. Надежда, с. Новый Гребеник, с. Новые Чобручи, Парканцы, с. Слободка, с. Сухое, с. Шевченково
- Степановский сельский совет: с.Степановка, с. Ивано-Николаевка, с. Новокрасное, с. Павловка, с.Труд-Куток
- Степовой сельский совет: с. Степовое, с. Пионерское
- Щербанский сельский совет: с. Щербанка, с. Новое, с. Новосельцы
- Яковлевский сельский совет: с. Яковлевка, с. Ангелиновка, посёлок Дружба, с. Розаловка, с. Широкое

### 01.01.1979
Входил в состав Одесской области Украинской ССР.
Территория — 1,4 тыс. км2
Советы: 1 городской, 1 поселковый, 14 сельских.
Населённые пункты: 1 город, 1 посёлок, 85 сёл.
- Раздельнянский городской совет: г. Раздельная
- Лиманский поселковый совет: пгт. Лиманское, с. Пионеркое, посёлок Степовое
- Бециловский сельский совет: с. Бецилово, с. Староконстантиновка, с. Желепово, с. Новосёловка
- Виноградарский сельский совет: с. Виноградарь, с. Будячки, с. Вакуловка, с. Ленинское Второе, с. Николаевка, с. Новограденица, с. Первого Мая, с. Отрадово
- Гаевский сельский совет: с. Гаевка, с. Бугай, с. Лучинское, с. Новое, с. Плавневое, с. Труд-Гребеник
- Егоровский сельский совет: с. Егоровка, с. Болгарка, Богнатово, с. Бурдовка, с. Елизаветовка, с. Малое, посёлок Светлогорское, с. Хоминка
- Еремеевский сельский совет: с. Еремеевка, с. Весёлое, с. Поташенково, с. Шеметово
- Каменский сельский совет: с. Камянка, с. Антоновка, с. Владимировка, с. Матышевка, с. Покровка
- Кировский сельский совет: с. Кирово, с. Александровка, с. Андреево-Иваново, с. Бриновка, с. Буциновка, с. Калантаевка, с. Карповка, с. Карпово, с. Кузьменко, с. Миллиардовка, с. Новодмитровка
- Кучурганский сельский совет: с. Кучурган, с. Ивано-Николаевка, с. Новокрасное, с. Павловка, с. Степановка, с. Труд-Куток
- Марковский сельский совет: с. Марковка, с. Вапнярка, с. Гетьманцы, с. Новоконстантиновка, с. Петровка
- Новоукраинский сельский совет: с. Новоукраинка, с. Капаклиево, с. Петро-Евдокиевка
- Понятовский сельский совет: с. Понятовка, с. Балково, с. Голиково, с. Кошары, с. Лозовое
- Старостинский сельский совет: с. Старостино, с. Бакалово, с. Велизарово, с. Надежда, с. Новый Гребеник, с. Новые Чобручи, Парканцы, с. Слободка, с. Сухое, с. Шевченково
- Щербанский сельский совет: с. Щербанка, с. Новое, с. Новосельцы
- Яковлевский сельский совет: с. Яковлевка, с. Ангелиновка, посёлок Дружба, с. Розаловка, с. Широкое

### 01.01.1972
Входил в состав Одесской области Украинской ССР.
Площадь - 1,3 тыс. км2
Количество советов: 1 городской, 1 поселковый и 14 сельских, 85 населённых пунктов.
- Раздельнянский городской совет: г. Раздельная
- Лиманский поселковый совет: пгт. Лиманское, с. Пионерское, посёлок Степовое
- Бециловский сельский совет: с. Бецилово, с. Желепово, с. Новосёловка, с. Староконстантиновка
- Виноградарский сельский совет: с. Виноградарь, с. Будячки, с. Вакуловка, с. Ленинское Второе, с. Николаевка, с. Новограденица, с. Первого Мая
- Гаевский сельский совет: с. Гаевка, с. Бугай, с. Лучинское, с. Новое, с. Плавневое, с. Труд-Гребеник
- Егоровский сельский совет: с. Егоровка, с. Болгарка, с. Елизаветовка, с. Малое, с. Одрадово, посёлок Светлогорский, с. Хоминка
- Еремеевский сельский совет: с. Еремеевка, с. Весёлое, с. Поташенково, с. Шеметово
- Каменский сельский совет: с. Камянка, с. Антоновка, с. Владимировка, с. Матышевка, с. Покровка
- Кировский сельский совет: с. Кирово, с. Андреево-Иваново, с. Бриновка, с. Буциновка, с. Калантаевка, с. Карповка, с. Карпово, с. Кузьменка, с. Миллиардовка, с. Новодмитриевка, с. Александровка
- Кучурганский сельский совет: с. Кучурган, с. Ивано-Николаевка, с. Новокрасное, с. Павловка, с. Степановка, с. Труд-Куток
- Марковский сельский совет: с. Марковка, с. Вапнярка, с. Гетьманцы, с. Новоконстантиновка, с. Петровка
- Новоукраинский сельский совет: с. Новоукраинка, с. Капаклиево, с. Петро-Евдокиевка
- Понятовский сельский совет: с. Понятовка, с. Балково, с. Голиково, с. Кошары, с. Лозовое
- Старостинский сельский совет: с. Старостино, с. Бакалово, с. Велизарово, с. Надежда, с. Новый Гребеник, с. Новые Чобручи, Парканцы, с. Слободка, с. Сухое, с. Шевченково
- Щербанский сельский совет: с. Щербанка, с. Новое, с. Новосельцы
- Яковлевский сельский совет: с. Яковлевка, с. Ангелиновка, посёлок Дружба, с. Розаловка, с. Широкое

Переименования:
- с. Великая (Большая) Карповка → с. Карповка
- с. Новодмитриевка Вторая → с. Новодмитриевка

Слияния:
- с Милолюбовка + с. Бузиновка + с. Степановка → с. Степановка
- с. Еленовка + с. Викторовка + с. Егоровка → с. Егоровка
- с. Новоселовка + с. Карпово + с. Виноградарь → с. Виноградарь
- с. Новый Мир + с. Покровка → с. Покровка
- с. Новый Быт + с. Кирово → с. Кирово
- с. Новодмитриевка Первая + с. Новодмитриевка → с. Новодмитриевка
- с. Новокуртовка + с. Карповка → с. Карповка
- с. Очеретовка + с. Кучурган → с. Кучурган
- с. Садки + с. Вакуловка → с. Вакуловка
- с. Христиновка + с. Хоминка → с. Хоминка
- с. Янкулишино + с. Бриновка → с. Бриновка

Исчезнувшие населённые пункты Раздельнянского района:
- с. Тамаровка (Каменский сельский совет)

### 01.05.1967
Входил в состав Одесской области Украинской ССР.
Количество советов: 1 городской, 1 поселковый и 14 сельских, 100 населённых пунктов.
- Раздельнянский городской совет: г. Раздельная
- Лиманский поселковый совет: пгт. Лиманское, с. Пионеркое, посёлок Степовое
- Бециловский сельский совет: с. Бецилово, с. Желепово, с. Новосёловка, с. Староконстантиновка
- Виноградарский сельский совет: с. Виноградарь, с. Будячки, с. Вакуловка, посёлок Карпово, с. Ленинское Второе, с. Николаевка, с. Новограденица, с. Новосёловка, с. Первого Мая, с. Садки
- Гаевский сельский совет: с. Гаевка, с. Бугай, с. Лучинское, с. Новое, с. Плавневое, с. Труд-Гребеник
- Егоровский сельский совет: с. Егоровка, с. Болгарка, с. Викторовка, с. Елизаветовка, с. Еленовка, с. Малое, с. Отрадово, посёлок Светлогорский, с. Хоминка, с. Кристиновка
- Еремеевский сельский совет: с. Еремеевка, с. Весёлое, с. Поташенково, с. Шеметово
- Каменский сельский совет: с. Камянка, с. Антоновка, с. Владимировка, с. Матышевка, с. Новый Мир, с. Покровка, с. Тамаровка
- Кировский сельский совет: с. Кирово, с. Андреево-Иваново, с. Бриновка, с. Буциновка, с. Калантаевка, с. Великая (Большая) Карповка, с. Карпово, с. Кузьменка, с. Миллиардовка, с. Новый Быт, с. Новодмитриевка Первая, с. Новодмитриевка Вторая, с. Новокуртовка, с. Александровка
- Кучурганский сельский совет: с. Янкулишино, с. Бузиновка, с. Кучурган, с. Ивано-Николаевка, с. Новокрасное, с. Милолюбовка, с. Очеретовка, с. Павловка, с. Степановка, с. Труд-Куток
- Марковский сельский совет: с. Марковка, с. Вапнярка, с. Гетьманцы, с. Новоконстантиновка, с. Петровка
- Новоукраинский сельский совет: с. Новоукраинка, с. Капаклиево, с. Петро-Евдокиевка
- Понятовский сельский совет: с. Понятовка, с. Балково, с. Голиково, с. Кошары, с. Лозовое
- Старостинский сельский совет: с. Старостино, с. Бакалово, с. Велизарово, с. Надежда, с. Новый Гребеник, с. Новые Чобручи, Парканцы, с. Слободка, с. Сухое, с. Шевченково
- Щербанский сельский совет: с. Щербанка, с. Новое, с. Новосельцы
- Яковлевский сельский совет: с. Яковлевка, с. Ангелиновка, посёлок Дружба, с. Розаловка, с. Широкое

Переименования:
с. Балковка → с. Балково
с. Будённовка → с. Новоукраинка
посёлок Дружка → посёлок Дружба
с. Иванобузиновка → с. Бузиновка
с. Лезово → с. Лозовое
х. Ленинский → с. Ленинское Второе
с. Миролюбовка → с. Милолюбовка
с. Новокутовка → с. Новокуртовка
с. Новосёлки → с. Новосёловка
с. Юровка → с. Юрговка
Слияния:
с. Амвросиево + с. Владимировка → с. Владимировка
с. Бессарабка + с. Большевик-Фёдоровка + с. Додоново + с. Лучинское → с. Лучинское
с. Белоусовка + с. Поташенково → с. Поташенково
с. Гнатово + с. Черняховское → с. Черняховское
х. Дачный + с. Весёлое → с. Весёлое
с. Долинское + с. Ангелиновка → с. Ангелиновка
с. Марьяновка + с. Яковлевка → с. Яковлевка
с. Михайловка + с. Викторовка → с. Викторовка
х. Подгорный + с. Толстуха + с. Гаевка → с. Гаевка
с. Рыбальское + пгт Лиманское → пгт Лиманское
х. Соколовка + с. Еремеевка → с. Еремеевка
х. Старостино + с. Велизарово → с. Велизарово
х. Щиглятин + с. Бецилово → с. Бецилово
с. Юрговка + с. Розаловка → с. Розаловка
Исчезнувшие населённые пункты Раздельнянского района:
х. Бурдовый (Каменский сельский совет)
х. Калиновка (Егоровский сельский совет)
х. Клин (Егоровский сельский совет)
х. Лимановка (Лимановский сельский совет)
посёлок Михайловка (Старостинский сельский совет)
х. Микояна (Еремеевский сельский совет)
х. Новоантоновка (Новоукраинский сельский совет)
посёлок Петродолиновка (Егоровский сельский совет)
с. Свиноозерка (Еремеевский сельский совет)
х. Труд-Гребеник (Кучурганский сельский совет)
с. Тираспольское (Гаевский сельский совет)

### 01.09.1946
Входил в состав Одесской области Украинской ССР.
Количество советов: 1 поселковый и 23 сельских, 96 населённых пунктов.
- Раздельнянский поселковый совет: пгт Раздельная
- Бециловский сельский совет: с. Бецилово, х. Старо-Константиновка, х. Бецилово, х. Щиглятин
- Бриновский сельский совет: с. Бриновка, х. Андреево-Иванов, х. Карповка, х. Олександровка, х. Свиноозерка
- Бугаевский сельский совет: с. Бугай, с. Тираспольское, с. Труд-Гребеник, х. Новый
- Будённовский сельский совет: с. Будённовка, с. Миллиардовка, с. Ново-Кутовка
- Велизаровский сельский совет: с. Бакалово, с. Велизарово, с. Старостино, х. Новые Чобручи, х. Старостино, х. Широкий
- Деминский сельский совет: с. Ангелиновка, с. Большевик-Федоровка, с. Деминское, х. Додоново
- Еремеевский сельский совет: с. Еремеевка, х. Микояна, х. Соколовка, х. Шеметовка
- Кировский сельский совет: с. Антоновка, с. Новый Мир, с. Покровка, х. Каменка
- Кучурганский сельский совет: с. Кучурган
- Лиманский сельский совет: с. Лиманское
- Марковский сельский совет: с. Гетьманцы, с. Марковка, с. Ново-Константиновка, с. Плавневое, с. Толстуха, х. Гаевка, х. Подгорный
- Марьяновский сельский совет: с. Лучинское, с. Марьяновка, с. Юровка, с. Яковлевка, х. Бессарабка, х. Дружка
- Ново-Дмитриевский сельский совет: с. Великая Карповка, с. Калантаевка, с. Новодмитриевка Первая, с. Новодмитриевка Вторая, х. Кирова, х. Кузьменка
- Ново-Красненский сельский совет: с. Миролюбовка, с. Ново-Красное, х. Иваново-Бузиновка
- Новосёлковский сельский совет: с. Новосёлки, с. Поташенково, х. Белоусовка, х. Веселый, х. Дачный, х Желепово
- Октябрьский сельский совет: с. Амвросиево, х. Бурдовый, х. Владимировка, х. Матышевка, х. Тамаровка
- Очеретовский сельский совет: с. Очеретовка
- Петро-Евдокиевский сельский совет: с. Балковка, с. Копаклеевка, с. Петро-Евдокиевка, х. Ново-Антоновка
- Понятовский сельский совет: с. Кошары, с. Понятовка, х. Голикова, х Лезовый
- Рыбальский сельский совет: с. Рыбальское, х. Новый
- Степановский сельский совет: с. Павловка, с. Степановка, посёлок Иваново-Николаевка, х. Труд-Гребеник
- Шевченковский сельский совет: с.Парканцы, с. Шевченково, посёлок Михайловка, посёлок Надежда, посёлок Новый Гребеник, посёлок Слободка, посёлок Сухое, х. Вапнярка, х. Петровка
- Щербанский сельский совет: с. Щербанка, х. Новосельцы

Переименования: 
х. Штерн → х. Андреево-Иванов
с. Фрейдерово → с. Балковка
с. Зельцы → с. Лиманское
с. Сакальск-Лучинск → с. Лучинское
с. Накси-Марково → с. Марковка
х. Ново-Наксия → х. Новый
х. Новый Кандель → х. Новый
с. Баден → с. Очеретовка
с. Кандель → с. Рыбальское
посёлок Слободзея Молдавская → посёлок Слободка
х. Слободзея-Украинская → х. Старостино
с. Чекмежиево → с. Шевченково
с. Эльзас → Щербанка
Старостинский сельский совет → Велизаровский сельский совет
Интернациональный сельский совет → Деминский сельский совет
Зельцский сельский совет → Лиманский сельский совет
Накси-Марковский сельский совет → Марковский сельский совет
Поташенковский сельский совет → Новосёлковский сельский совет
Баденский сельский совет → Очеретовский сельский совет
Кандельский сельский совет → Рыбальский сельский совет
Эльзаский сельский совет → Щербанский сельский совет
Слияния:
х. Дружба + х. Владимировка → х. Владимировка
х. Буценка + с. Миллиардовка → с. Миллиардовка
х. Юрговка + х. Матышевка → х Матышевка

### 08.08.1941—04.04.1944
Входил в состав Тираспольского жудеца губернаторства Транснистрия королевства Румыния.
Административное деление совпадало с делением 1940 года.

### 01.05.1940
Входил в состав Одесской области Украинской ССР.
Площадь — 900 км2
1 поселковый и 22 сельских совета.

### 15.12.1935
Входил в состав Одесской области Украинской ССР.
Территория — 860,8 км2
Посёлковых советов 1, сельских — 16.
Население 31 699, городского — 2 791 (8,8%), сельского — 28 908.
Население Раздельной — 2 791.
В состав Яновского района включены Яновский, Барановский, Петровский, Ново-Николаевский, Силовский, Коноплевский, Александровский, Бузиновский, Адамовский, Волковский, Севериновский, Гнатовский, Шемиотовский сельские советы Раздельнянского района, изъяв их из состава Раздельнянского района.
Марьяновский, Бугайский, Интернациональный и Ново-Марковский сельсоветы Гросуловского района и Октябрьский сельсовет Зельцского района перевели в состав Раздельнянского района.

### 15.07.1934
Входил в состав Одесской области Украинской ССР.
Территория — 1326 км2
Посёлковых советов 2, сельских — 24.
Население 45000, городского — 6 000, сельского — 39 000.
Население Раздельной — 2 800.

### 01.12.1933
Входил в состав Одесской области Украинской ССР.
Территория — 1325,8 км2
Посёлковых советов 2, сельских — 24.
Население 46 394, городского — 6 037, сельского — 40 357.
Население Раздельной — 2 800.

### 01.10.1931
Входил в состав Одесской области Украинской ССР.
Территория — 1418 км2
Сельских советов — 23.
Население 40 286, городского — 3 290, сельского — 36 996.

### 15.11.1930
Входил в состав Одесского округа Украинской ССР.
185 населённых пунктов (183 сельских, 2 поселковых), 23 сельских совета. Население по данным переписи 17.12.1926 г.: 40 501 (41 226) всего, 4 643 — городское, 35 858 — сельское; по данным учёта на 1 января 1930 г.: 42 004 всего, 5 708 — городское, 33 996 — сельское.

## Политика
В районе зарегистрировано 60 политических партий, а также 43 общественные организации.
Глава Раздельнянской районной государственной администрации — Приходько Сергей Николаевич
Глава Раздельнянского районного совета — Сигал Феликс Владимирович
Наибольшее количество мандатов в районном совете 2015-2020 годов у «Оппозиционного блока» — 10, БПП «Солидарность» представляют 6 человек, 4 мандата у Агарной партии, 4 мандата у ВО «Батькивщина», 4 — у партии «Видродження», 2 — у Радикальной партии Олега Ляшко.

## Экономика
В экономике района преобладает сельхозпроизводство, которое специализируется на выращивании зерновых, технических культур, овощей, виноградарстве и садоводстве. Значительное развитие имеет животноводство. Основными товаропроизводителями сельхозпродукции сельскохозяйственные общества с ограниченной ответственностью и акционерные общества.
В экономике района ведущее место занимает сельское хозяйство, основу которого составляют 25 частных сельскохозяйственных предприятий, 242 крестьянских (фермерских) хозяйства. Всего в районе работает более 350 производителей товарной сельскохозяйственной продукции.
Промышленность района представлена 8 основными предприятиями. В структуре промышленного производства наибольший удельный вес занимает пищевая и перерабатывающая промышленность — 95,0 %.
Основная производимая промышленными предприятиями, представленная ООО «Хлебная гавань» — производство муки, ОАО «кучурганский кирпичный завод» — производство кирпича строительного, ООО «Ланжерон и К» — производство алкогольных напитков, ООО «Гарант-2» — производство алкогольных и безалкогольных напитков, ООО «Раздельнянский хлебокомбинат» Добро хлеб" — производство хлебобулочных изделий.

### Животноводство
- ООО «Отрадовская птицефабрика» (пос. Болгарка) — производство мяса куриного (тел: (04853) 5-06-54)
- ООО «Агроком» — до 50 наименований молочной продукции высокого качества.

Раздельнянский район лидирует в области по темпам газификации. Общая протяженность газопроводов достигает 350 км, Газифицирован 50 % территории района.

### Электроенергетика
В ближайшее время на территории района планируется строительство подстанции 750 кВ «Приморская». Подстанция «Приморская» должна стать одним из базовых пунктов магистрали, объединяющей три атомные электростанции — Хмельницкую, Южноукраинскую и Запорожскую.
Южное энергетическое полукольцо призвано не только объединить генерирующие мощности страны, но и соединить их с европейской энергосетью ENTSO-E для экспорта электроэнергии.

## Транспорт
В районе находится крупный жд узел Раздельная, который связывает зерновой район страны с Одесским портом, что обеспечивает вывоз зерна в другие страны. От станции Раздельная отходят линии на Молдову, Подольск, Ротово и Одессу. Автодороги соединяют район со многими районами Одесской области.
По территории района проходит международная трасса Е-95.

## Образование
Сеть общеобразовательных учреждений района насчитывает 31 школу и городскую школу-гимназию, в которых получают образование 9049 учеников, учебный процесс обеспечивают 700 педагогов. В районе функционирует две детские музыкальные школы, в которых получают музыкальное образование 360 детей. В г. Раздельная работает районный центр творчества детей и ученической молодежи, где в 63 группах занимается 960 школьников района.
Население района обслуживает 33 библиотеки с книжным фондом 530 тысяч экземпляров. Культурно-образовательную работу в районе проводят 20 клубных учреждений, в которых пять коллективов имеют звание «Народный».

## Здравоохранение
В районе функционирует 41 медицинское заведение, в которых работают 92 врача; а в селе Кучурган работает единственный на Украине «Укрлепрозорий».

## Культура
При Раздельнянском районном Дворце культуры действует 8 народных коллективов и 1 образцовый, в г. Раздельная есть также школа искусств, где обучается 306 учеников ( предметы-аккордеон, баян, домра, гитара, скрипка, хоровой , художественный и хореографический классы. В этой школе учился известный молодой художник А.Логов.

### Достопримечательности

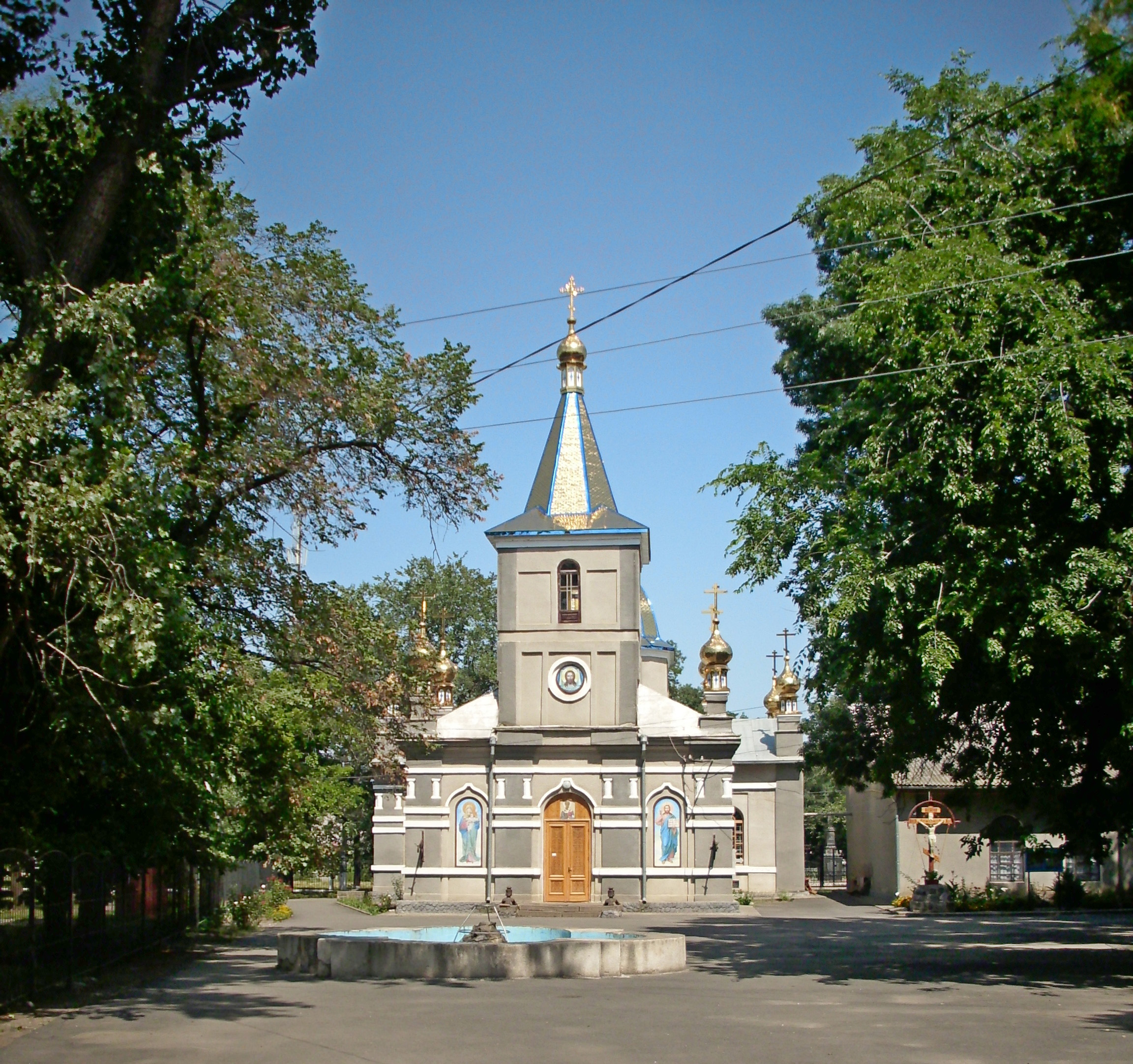
Раздельнянская Свято-Николаевская церковь

- Раздельнянская Свято-Николаевская церковьПравославная церковь Святого Николая Чудотворца (Раздельная)[56]
- Здание бывшей дежурной машинистов (Раздельная)
- Руины немецкой кирхи Успения Пресвятой Девы Марии (пгт Лиманское)Руины немецкого костёла Успения Пресвятой Девы Марии[57]

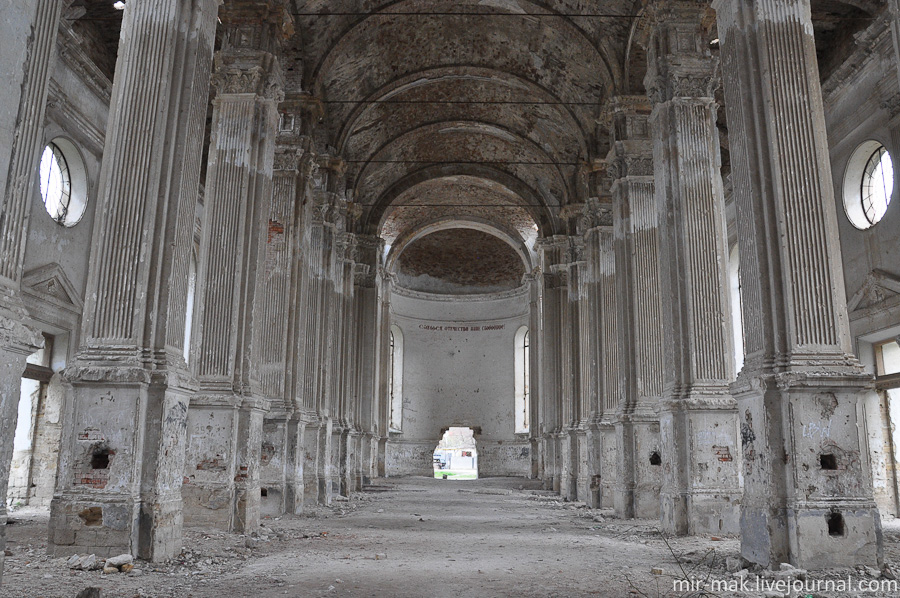
Руины немецкого костёла Успения Пресвятой Девы Марии

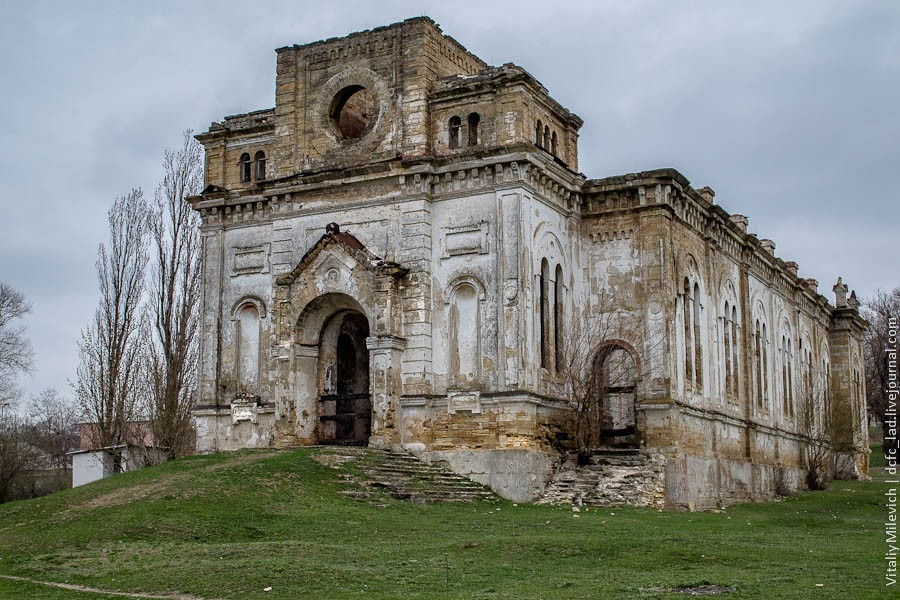
Собор Пресвятой Троицы

- Собор Пресвятой ТроицыРуины немецкой церкви Пресвятой Троицы (пгт Лиманское)[58]
- Руины немецкого костёла Святых Ангелов-Хранителей (с. Щербанка)[59]
- Ботанический заказник «Костянская Балка» (возле сёл Егоровка и Малое)